# Programa Constellation
Programa Constellation o Projecte Constellation (abreujat com CxP) fou un programa de vol espacial tripulat desenvolupat per la NASA, l'agència espacial dels Estats Units, entre els anys 2005 i 2009. Els principals objectius del programa eren completar la International Space Station, retornar a la Lluna abans del 2020 amb un vol tripulat, a banda de guanyar experiència significativa en actuar fora del medi ambient terrestre, desenvolupar les tecnologies necessàries per obrir les fronteres de l'espai, fer altres experiments científics. Tot això havia de servir de base per aconseguir realitzar un vol tripulat per arribar a Mart.
La NASA va crear aquest programa quan, l'aleshores president dels Estats Units George W. Bush, decidí que els Estats Units havien de tornar a la Lluna per a construir-hi una base d'operacions permanent i també explorar Mart a la primera meitat del segle XXI. El programa s'anomena Vision for Space Exploration, coordinat per Sean O'Keefe, i va ser llançat oficialment el 15 de gener del 2004.
A diferència del que passava en els projectes Saturn V i Transbordador espacial, on la tripulació i la càrrega eren llançades juntes en el mateix coet, el programa Constellation programa que tripulació i càrrega es llancin en coets separats — L'Ares I per la tripulació i l'Ares V per a la càrrega. Això permetrà transportar més càrrega per a cada missió. Com a part del Programa Constellation, la NASA va planejar per desenvolupar naus espacials i vehicles que reemplacin el Transbordador espacial i enviar astronautes una altra vegada a la Lluna i potser a Mart. La NASA estava en procés de dissenyar dos coets Ares I i Ares V. Ares I tindria l'única funció de llançar les tripulacions de la missió a l'òrbita. Ares V seria projectada per llançar altres tipus de material per a ser usat en missions i tindrà més capacitat de càrrega que l'Ares I. A més d'aquests dos coets la NASA projectava un conjunt d'altres naus espacials com el mòdul d'exploració i serveis Orion, la fase de sortida de la Terra, i la nau d'allunatge Altair.
Hi va haver un debat sobre la continuació o la rectificació d'aquest programa que va ser impulsat per George W. Bush. L'Augustine Committee va entregar un informe al Congrés dels Estats Units a finals de 2009 que determinava que el programa no podia executar-se sense un substancial increment de fons, i el president dels Estats Units a l'1 de febrer de 2010, Barack Obama va anunciar la seva cancel·lació. Posteriorment es va anunciar una nova proposta per mantenir diversos contractes del programa i es va adoptar el disseny del Space Launch System.

## Mòdul d'exploració i serveis Orion

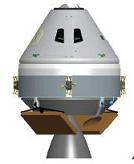
Mòdul Orion

Està dissenyada per a ésser el compartiment de la tripulació. Consta de dues parts principals: El mòdul de la tripulació (similars als dels tipus Apollo) però amb capacitat per a de 4 a 6 tripulants i el mòdul de servei cilíndric amb el sistema de propulsió i subministraments, a més de dos panells solars. El mòdul de tripulació es pot reutilitzar unes 10 vegades.
Com a novetat de l'Orión respecte a l'Apollo destaca l'ús combinat de paracaigudes i airbags el que permetrà que pugui acabar la seva missió a terra en comptes i no al mar com passava amb els Apollo amb un estalvi econòmic considerable..
Està previst a més una versió no tripulada de l'Orion en missió de càrrega i amb possibilitat de fer experiments científics automatitzats i altres finalitats.
La companyia Lockheed Martin va ser la seleccionada com la principal per a construir les naus Orion el 31 d'agost de 2006. La companyia Boeing va ser seleccionada per al vehicle d'exploració Orion el 15 de setembre de 2006.

## Vehicles de llançament

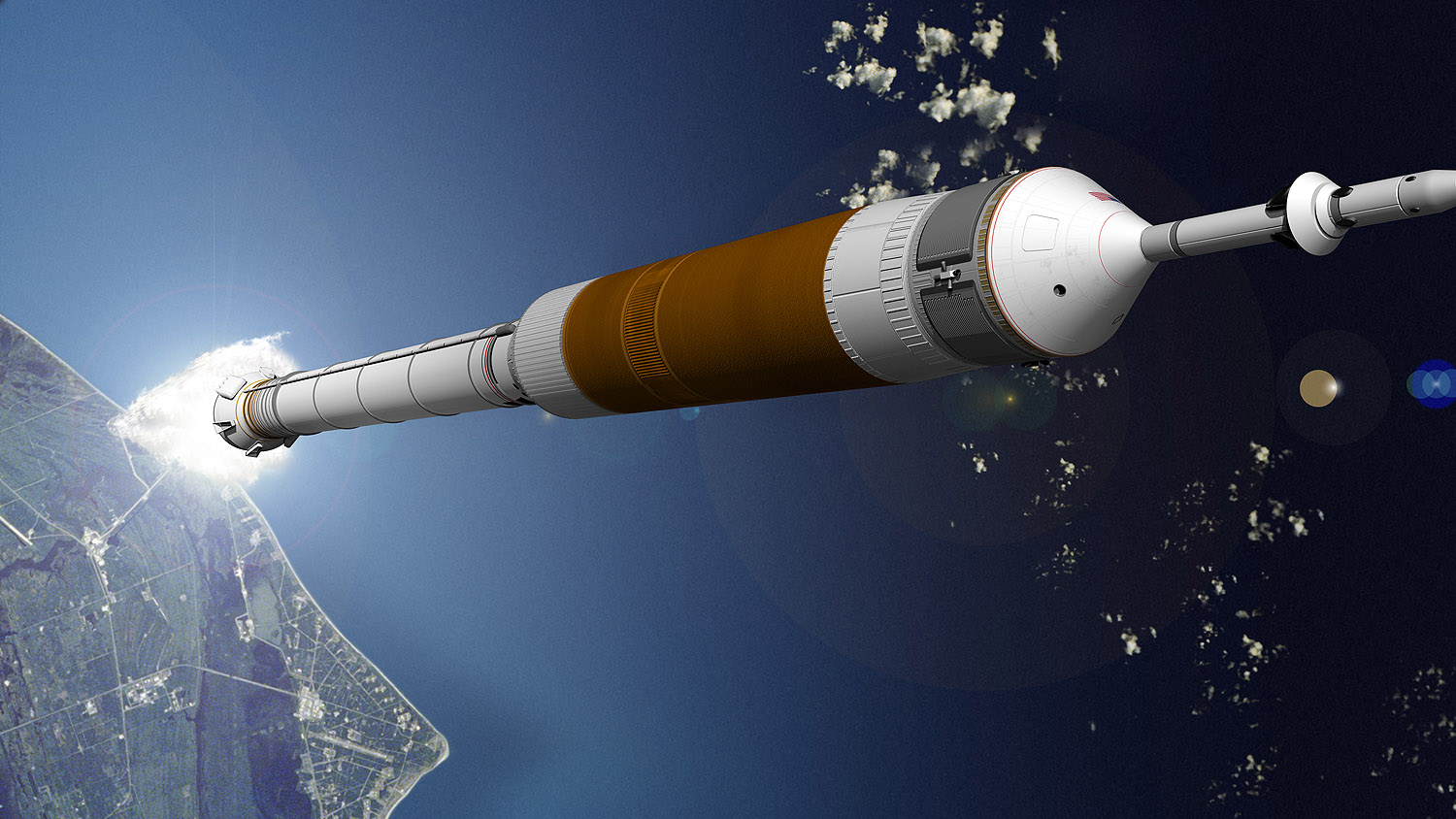
Il·lustració de l'Ares I deixant l'atmosfera terrestre.

L'Ares posarà en òrbita les càpsules Orion. L'Ares I deriva del transbordador espacial. La primera etapa del coet disposa de combustible sòlid. Sobre els dos trams de l'Ares I s'hi disposa la càpsula Orion i la torre d'escapament d'emergència. El conjunt farà 93 metres de llargada. Està previst que les primeres proves tripulades de l'Ares I es facin cap l'inici de la dècada de 2010.
L'Ares V també deriva del transbordador espacial o Space Shuttle. L'Ares V serà un vehicle de càrrega que transportarà el mòdul d'allunatge, aquest mòdul s'acoblarà en òrbita al mòdul de comandament Orion que seria llançat posteriorment en l'Ares I.
DIRECT és una proposta d'arquitectura alternativa de vehicle de llançament derivat del transbordador espacial (SDLV, de l'anglès Shuttle-Derived Launch Vehicle) per ser utilitzada dins el marc de la Vision for Space Exploration de la NASA, que substituiria els coets planejats per l'agència espacial, l'Ares I i l'Ares V, amb una altra família de vehicles de llançament anomenats "Júpiter".

## Nau Altair

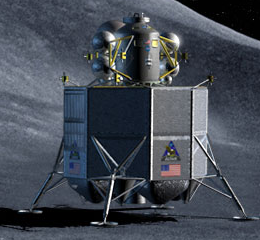
Nau d'allunatge Altair

Altair serà el principal vehicle de transport a la Lluna, és molt més gran, fins a 5 vegades, que la del Projecte Apollo.
Com la dels Apollo consta de dues parts: un estatge superior per a quatre persones i un estatge inferior amb les potes per al descens i també amb oxigen, aigua i equipament científic. Està previst que se situï en una zona de la lluna on posteriorment s'hi facin construccions. l'Altair no es podrà reutilitzar.

## Fase de llançament des de la Terra

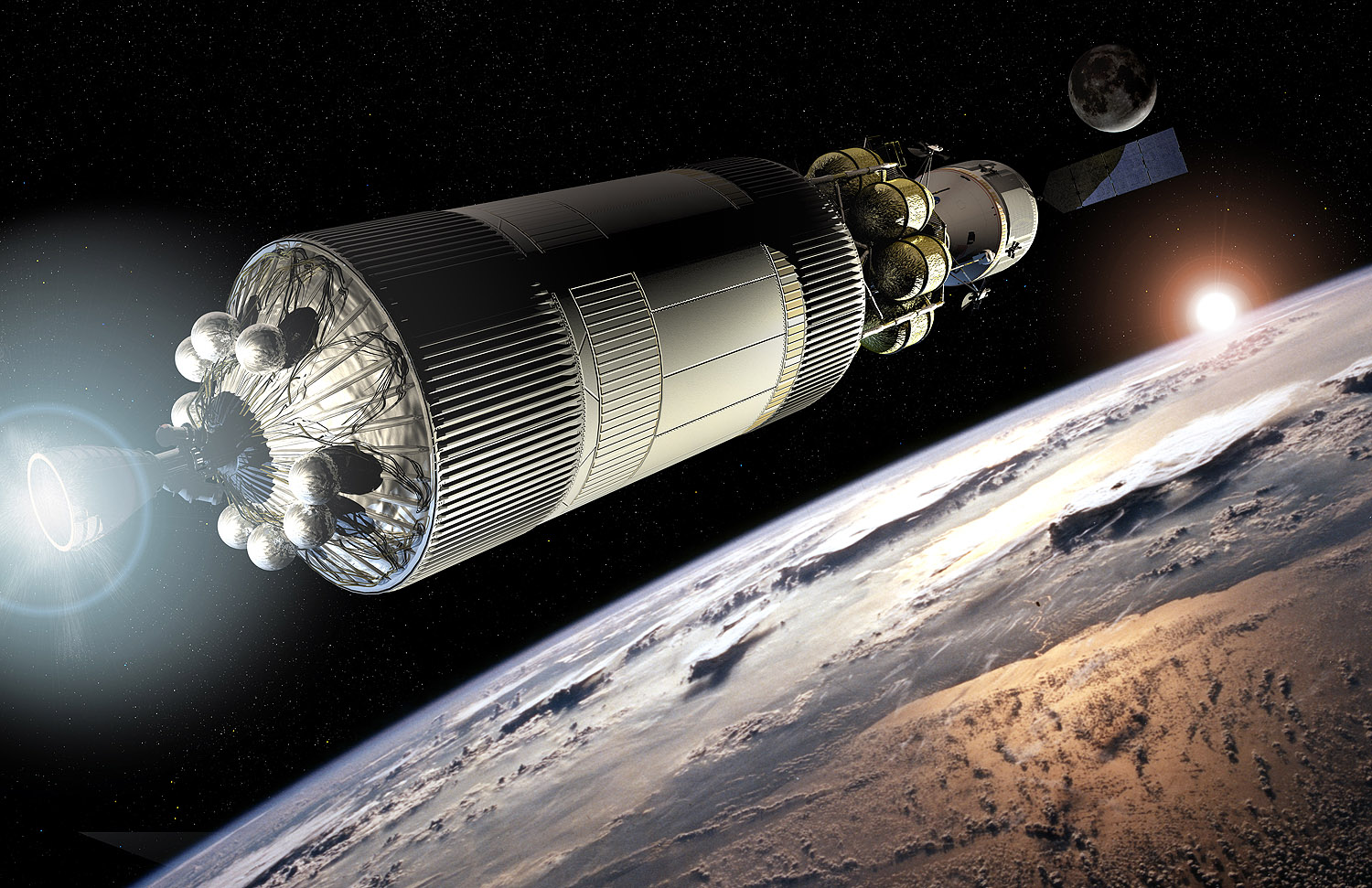
La fase de llançament des de la Terra (Earth Departure Stage)

La fase de llançament des de la Terra (Earth Departure Stage,EDS) és el principal sistema de propulsió que enviarà els Ares V Orion/Altair cap a la Lluna. La nau Orion serà llançada de manera separada en l'Ares I, i s'acoblarà amb la combinació Ares V EDS/Altair.

## Pressupost i cancel·lació

### Administració Bush
El president George W. Bush va sol·licitar el 14 de gener de 2004 que la NASA desenvolupés una proposta per a l'exploració espacial tripulada continuada després de la finalització de l'Estació Espacial Internacional i la retirada prevista del programa Space Shuttle el 2010. Aquesta proposta havia de preveure una forma d'establir la presència humana de forma continuada a la Lluna per tal de reduir àmpliament els costos de l'exploració espacial. També s'havia d'incloure el processament del sòl lunar per obtenir combustible pels coets o aire transpirable. L'experiència adquirida podria ajudar a desenvolupar i provar nous enfocaments de tecnologies i sistemes per començar una trajectòria sostenible d'exploració a llarg termini.
La NASA va valorar la nova política amb un cost total de 230.000 milions de dòlars fins al 2025, incloent-hi altres programes separats del Projecte Constellation. Tanmateix, els reptes tècnic i de disseny no resolts van impossibilitar la NASA a proporcionar una estimació concloent.

### Administració Obama
En prendre possessió del càrrec, el president Barack Obama va declarar que el Projecte Constellation es trobava fora de pressupost, fora de termini i sense innovació destacable. Una revisió del projecte va concloure que es necessitava un sobrecost de 150.000 milions de dòlars per tal d'assolir els objectius del programa original. En una altra revisió s'indicava que ni el retorn a la Lluna ni el vol amb tripulació a Mart figuraven dins el pressupost actual de la NASA. L'Augustine Committee va proposar diverses opcions respecte als punts de destinació primària, respecte tres tipus de vehicles, i sobre un programa de recerca i desenvolupament d'un dipòsit de propergol.
Després de revisar l'informe i després del testimoni del Congrés, l'administració d'Obama va decidir excloure el programa del pressupost federal dels Estats Units de 2011. L'1 de febrer de 2010 es va publicar el pressupost proposat pel president, que no incloïa cap finançament per al projecte, i es va convertir en llei el 15 d'abril de 2011. El president Obama va organitzar una conferència espacial el 15 d'abril de 2010 a Florida. Això va arribar en un moment en què l'administració del president estava sent criticada considerablement per haver deixat fora del pressupost del 2011 el programa Constellation. A la conferència, el president Obama i els màxims funcionaris, així com líders en matèria de vol espacial, van discutir el futur dels esforços dels Estats Units en el flux espacial humà i van presentar un pla per a la NASA que seguia l'opció "Ruta Flexible cap a Mart" proposada per l'Augustine Committee i que modificava lleugerament la proposta prèvia del president Obama. En aquesta proposta es va incloure el desenvolupament continu de la càpsula Orion com a sistema auxiliar a la ISS i establir l'any 2015 com a data límit per al disseny d'un nou vehicle de llançament. A l'octubre de 2010, el projecte de llei d'autorització de la NASA per al 2010 va ser subscrit a la llei que cancel·lava definitivament el Programa Constellation però mantenint vigents els contractes del programa fins a l'aprovació d'un nou finançament pel 2011.